# NGC 5343
NGC 5343 (другие обозначения — MCG -1-35-19, PGC 49412) — галактика в созвездии Дева.
Этот объект входит в число перечисленных в оригинальной редакции «Нового общего каталога».